# Петракіївська сільська рада
Петракіївська сільська рада — колишній орган місцевого самоврядування у Хорольському районі Полтавської області з центром у c. Петракіївка.
Населення — 975 осіб.

## Населені пункти
Сільраді були підпорядковані населені пункти:
- c. Петракіївка
- с. Куторжиха
- с. Середнє
- с. Хвощівка